# Sándor Ferenczi
Sándor Ferenczi (Miskolc, Hungría, 7 de julio de 1873-Budapest, Hungría, 22 de mayo de 1933) fue un médico y psicoanalista húngaro. Fue uno de los  terapeutas y clínicos más destacados de la historia del psicoanálisis. Miembro del «Comité Secreto», era el discípulo favorito y amigo personal de Sigmund Freud. Fue un prolífico autor de artículos sobre clínica, técnica analítica, estudios de casos y también de observaciones críticas de la teoría freudiana.
Desempeñó un papel clave en 1910 en la fundación, en conjunto con Freud, de la Asociación Psicoanalítica Internacional e hizo escuela en Hungría, fundando en 1912 en Budapest la primera Sociedad Psicoanalítica de ese país. La escuela húngara inspiró más tarde a destacados representantes del movimiento psicoanalítico, como Melanie Klein, Géza Róheim y Michael Balint.
Gran escritor de cartas: su epistolario, principalmente la correspondencia con Freud, pero también con otros colegas, alcanza la asombrosa suma de más de 2 500 cartas.  En sus últimos años, resultó fuertemente cuestionado por sus atrevidas innovaciones a la técnica que no contaron con el respaldo de la ortodoxia.

## Biografía

### Familia
Fue el octavo de doce hermanos (quinto de los varones), hijos de un padre que había participado activamente junto a los insurgentes luchando contra el imperio de los Habsburgo en la Revolución de 1848, librero y editor de literatura radical y propietario de una agencia que organizaba conciertos para artistas mundialmente famosos. Como consecuente militante de la causa del renacimiento húngaro, había cambiado su nombre, Baruch Fraenkel (nombre hebreo y apellido alemán), por Bernat Ferenczi. Sándor era el hijo preferido y recibió de su padre una educación que promovía el interés por la literatura y la filosofía, poniendo énfasis en los valores de la libertad. Su madre, Róza Eibenschütz, había nacido el 11 de diciembre de 1840 en Cracovia, Polonia (al igual que el padre), se encargaba de la familia, colaboraba con el padre en las actividades de la librería y presidía la Unión de las Mujeres Judías de la ciudad.
Su numerosa familia judía, de inmigrantes provenientes de Polonia, era muy culta e ilustrada, de modo que Sándor creció rodeado de estanterías de libros y desde niño entró en contacto con las lenguas extranjeras a través de la literatura universal. Su padre, a quien idealizó durante toda su vida, murió cuando Ferenczi tenía solo 15 años. La relación con su madre, en cambio, fue siempre conflictiva y ambivalente.

### Estudios e inicio del ejercicio de la medicina
Tras finalizar sus estudios secundarios en la escuela protestante de Miskolc, ingresó en 1890 a estudiar medicina en Viena y se graduó en 1896. Regresó a Hungría en 1897 y tuvo su primer puesto de trabajo en Budapest, como psiquiatra, en el hospital Saint Roch, en un departamento dedicado a la atención de prostitutas, luego fue destinado al departamento neurológico y psiquiátrico del hogar para pobres «Elisabeth». En este período inicial de su carrera hizo sus primeras experiencias con pacientes que se encontraban en estados de intenso sufrimiento físico y psíquico, así como en situación social vulnerable: prostitutas, ancianos, homosexuales. En 1904 fue nombrado jefe del ambulatorio neurológico del Hospital General de Budapest.
Entre 1900 y 1910 mantuvo su propia consulta privada de psiquiatría y neurología en Budapest, donde también ejerció como médico general.
En 1900, siendo un joven médico, leyó La interpretación de los sueños de Sigmund Freud. Lo hizo animado por su amigo y colega Fülöp Stein, quien le encargó una recensión de esta obra.  Su comentario crítico, que se publicó en una revista húngara, lo escribió sobre la base de una lectura bastante superficial y concluyó que las ideas psicoanalíticas acerca de los sueños carecían de valor científico y debían descartarse por completo. En su autoanálisis posterior interpretó esta experiencia descubriendo que su rechazo reflejaba sus propias resistencias, las que le impedían asimilar un material que incidía en sus propias heridas psicológicas y afectivas.

### Freud y el psicoanálisis

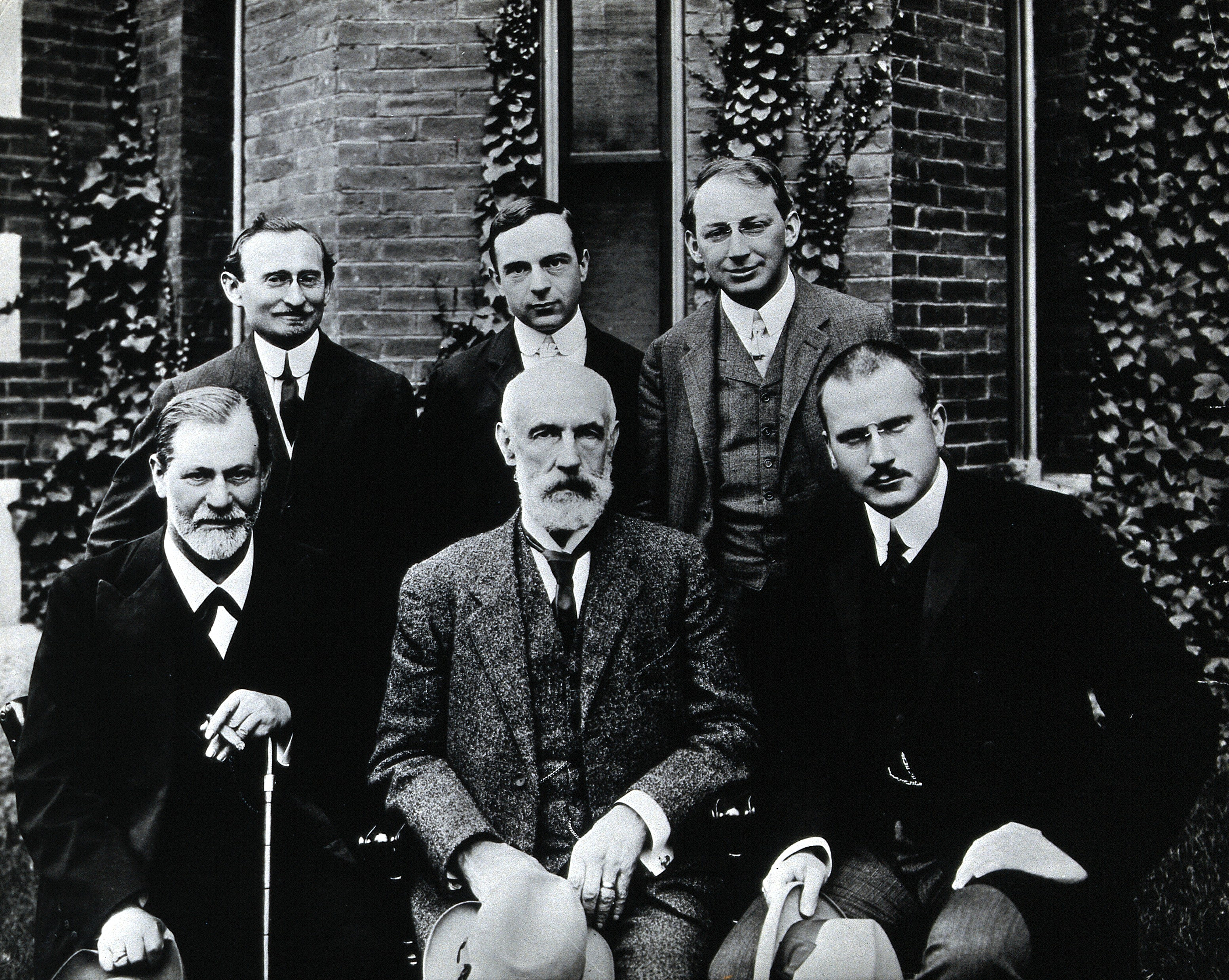
Sandor Ferenczi de pie a la derecha; sentados Sigmund Freud a la izquierda y Carl Gustav Jung a la derecha. Universidad de Clark, 1909.

En 1908 conoció a Freud, y el primer encuentro fue una visita que realizó a Viena en conjunto con Fulop Stein, quien le había enseñado los experimentos de Carl G. Jung en relación con la asociación de palabras. Fue justamente Jung, por aquella época muy cercano a Freud, quien gestionó el contacto para esta primera reunión en Viena.  Rápidamente trabó amistad con Freud, relación que cubría varios aspectos de la vida privada y comunidad de intereses. También fue psiconalizado por Freud durante algún tiempo, y a poco de conocerlo ingresó a la Asociación Psicoanalítica Vienesa. Compartieron vacaciones y vida familiar de manera muy estrecha, tanto así, que Freud se refería a él como mi hijo querido e incluso confesó su deseo de  un enganche sentimental con alguna de sus hijas (Matilde o Anna) para tenerlo como yerno.
En 1914, en su artículo sobre la historia del movimiento psicoanalítico, escribía Freud: «Hungría, tan próxima a Austria en lo geográfico y tan distanciada en lo científico, hasta ahora no ha brindado al psicoanálisis sino un solo colaborador, S. Ferenczi; pero tal que vale por toda una sociedad». Sándor Ferenczi fue también miembro del Comité Secreto, el círculo al que pertenecían los discípulos más cercanos y fieles a Freud.
A partir de 1908, casi inmediatamente después de conocer a Freud, Ferenczi asumió abiertamente la defensa de los homosexuales. Pedía a sus colegas que tomaran posición «en contra de las injustas sanciones penales a las que son sometidos los homosexuales en muchos países, especialmente en Alemania, pero también en nuestro país»  y los animaba a que se unieran al Comité Científico Humanitario de Berlín (Ferenczi se convirtió en el corresponsal húngaro de este comité).

### Drama sentimental
Durante muchos años, Sándor estuvo enamorado de una mujer mayor que él, Gizella Palos, que había conocido cuando tenía 15 y ella 23 años. Gizella estaba casada con Géza Palos y tenía dos hijas, Elma y Magda. Estas circunstancias hacían que tuviera pocas esperanzas en el futuro de la relación. En 1904, cuando Ferenczi tenía 31 y ella 39, inició una relación clandestina de amantes. Siete años más tarde, Elma Palos, que ya tenía 24 años y se encontraba atravesando por una depresión motivada por el suicidio de su pareja, concurrió a la consulta de Sándor Ferenczi para ser tratada por él y este la aceptó en terapia, pero se enamoró profundamente de ella, de modo que el trabajo analítico se descontroló totalmente. Ferenczi informó a Freud lo que ocurría y le pidió que continuara él el tratamiento de Elma. Aunque inicialmente algo contrariado, finalmente accedió a recibirla en análisis en 1911. Este escenario complejo y bochornoso fue ocultado a los ojos de la opinión pública durante muchos años, hasta que, en época relativamente reciente, se revelara en el contexto de la publicación en 1992 de la correspondencia Freud-Ferenczi.

### El trabajo con Freud y la interrupción por la guerra

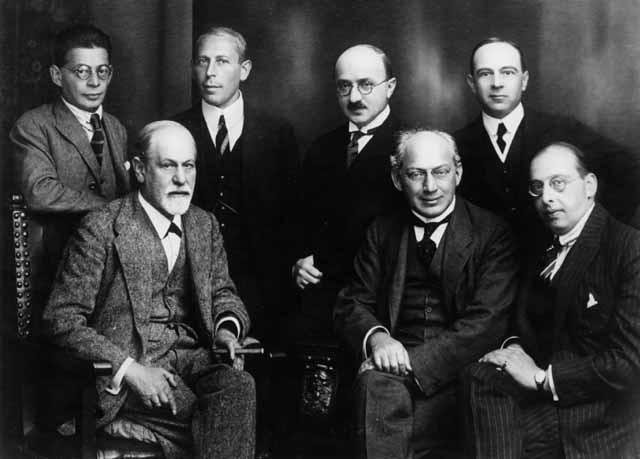
De izquierda a derecha, sentados: Freud, Sàndor Ferenczi, y Hanns Sachs; de pie: Otto Rank, Karl Abraham, Max Eitingon y Ernest Jones. Fotografía de 1922

Freud encomendó a Ferenczi la tarea de crear la Asociación Psicoanalítica Internacional, en ocasión del Congreso de Núremberg. Dicha asociación debía poseer, según Ferenczi, las ventajas de la organización familiar con un máximo de libertad individual, para evitar la megalomanía pueril, la vanidad, el respeto a las fórmulas huecas, la obediencia ciega y el interés personal. El tiempo se ocuparía de demostrarle que sus temores y reticencias a encargarse de dicha tarea no eran infundados. Ernest Jones, que fuera paciente suyo, más tarde se volvería en su contra, provocando una clara censura de su obra, e influiría negativamente en Freud y la comunidad psicoanalítica en general.
En julio de 1914 estalla la Primera Guerra Mundial. Un par de meses después, Ferenczi inicia su primer ciclo de psicoanálisis con Freud, el que se verá interrumpido a las pocas semanas. Lo destinan como médico militar a Pápá, Hungría, donde debe permanecer acuartelado hasta 1916. En este período recibe una visita de Freud, en 1915. En 1916 lo envían a la retaguardia y comienza a trabajar como director del servicio de neurología en el Hospital Militar María-Valeria de Budapest. Entre junio y julio de este año, y entre septiembre y octubre retoma de manera fragmentada su análisis con Freud.
Fue el fundador de la Asociación Psicoanalítica Húngara en 1913, la que dirigió hasta su muerte.  En 1928, visitó España para impartir la conferencia Aprendizaje del psicoanálisis y la transformación psicoanalítica del carácter.
Se desempeñó como profesor universitario en la cátedra de Psicoanálisis en Budapest, pero solamente por el breve periodo que duró la república de Béla Kun. Tras la caída de esta, lo expulsaron de la Asociación Médica de Budapest y también perdió la docencia universitaria, puesto que los marxistas de esa época consideraban el psicoanálisis irracional y reñido con la ciencia. Hacia 1930, Ferenczi enfermó de una anemia perniciosa grave, la que causó su deceso en Budapest el 22 de mayo de 1933.

## Ideas principales de Ferenczi
En 1908 el movimiento psicoanalítico estaba en sus albores y celebró el 27 de abril su primer congreso en la ciudad de Salzburgo. Ferenczi pronunció allí un entusiasta discurso en el que planteó un programa revolucionario que denominó la «revolución interior». Sostenía que las ideas de Freud podían sustentar una revolución social profunda que sería la primera con capacidad de «crear un alivio real para la humanidad».  Otto Gross tenía también una postura similar en este congreso. Sin embargo, Freud no apoyó en ese momento ningún programa político-social y sostuvo de manera terminante que el movimiento psicoanalítico debía mantenerse en el campo de la medicina y no traspasar sus límites. Aunque a partir de allí Ferenczi se concentró en el trabajo clínico y se convirtió en estrecho colaborador de Freud, la dimensión crítica de la sociedad y la cultura se mantuvo para siempre presente en su pensamiento y en sus aportes teóricos. La investigación posterior en historia del psicoanálisis ha podido mostrar esta impronta de Ferenczi en la obra freudiana, por ejemplo, la del proyecto conjunto del «bioanálisis» en Más allá del principio de placer.
La producción intelectual de Ferenczi en sus últimos años se reveló como parcialmente autónoma respecto de algunos conceptos freudianos, lo que ocasionó fricciones y desacuerdos con el propio Freud y con muchos colegas. Entre 1919 a 1926, Ferenczi propició su «técnica activa» para mejorar y hacer tratamientos más breves. En la oscilación entre «concesión» y «decepción», Ferenczi se inclinaba cada vez más por la concesión. Ante la situación en la que el analista supuestamente debía reflejar para sus pacientes tanto la figura paterna como la materna, esta última adquirió mayor protagonismo en la técnica de Ferenczi. Inicialmente Freud aprobó algunas de estas variaciones, pero cuando Ferenczi extremó el asunto, instando a los analistas a adoptar directamente una postura maternal con sus pacientes (lo que incluía abrazos y besos en algunas situaciones), Freud respondió insistiendo en la regla de la abstinencia y rechazando estas derivaciones que estimó como peligrosas. Sobrevino una suerte de aislamiento, que a veces llegó hasta la censura de su trabajo.

### Actividad en terapia psicoanalítica
Contrariamente a la opinión de Freud sobre la abstinencia terapéutica, Ferenczi abogaba por un papel más activo del analista. Por ejemplo, en lugar de la relativa "pasividad" de un analista que escucha y anima al paciente a asociar libremente, Ferenczi solía restringir ciertas respuestas del analizado, tanto verbales como no verbales, para permitir que surgieran los pensamientos y sentimientos reprimidos. Ferenczi describió en un estudio de caso cómo utilizó un tipo de activación conductual (una técnica más conductista que psicoanalítica) cuando le pidió a una cantante de ópera con ansiedad escénica que "actuara" durante una sesión de terapia y de esta manera luchara con sus miedos.

### Empatía clínica
Ferenczi creía que la respuesta empática durante la terapia era la base de la interacción clínica. Basó su intervención en responder a la experiencia subjetiva del analizando. Si la opinión más tradicional era que el analista tenía el papel de un médico, Ferenczi quería que el paciente se convirtiera en coparticipante, un enfoque muy similar al de Carl Rogers. Ferenczi también creía que la autorrevelación del analista es una importante fuerza reparadora terapéutica. La práctica de incluir la personalidad del terapeuta en la terapia resultó en el desarrollo del concepto del encuentro y análisis mutuo: al terapeuta se le permite discutir algún contenido de su propia vida y pensamientos, siempre que sea relevante para la terapia. Esto contrasta con la abstinencia terapéutica freudiana según la cual el terapeuta no debe involucrar su vida personal con la terapia.

### Confusión de Lenguas
Sándor Ferenczi planteó que el abuso infantil genera un choque entre el lenguaje de la ternura, natural en el niño, y el lenguaje de la pasión o sexualidad, introducido por el adulto abusador. Llamó a esta relación sexual abusiva Confusión de Lenguas. Esta discrepancia no solo genera trauma físico, sino que también fragmenta la psique del niño, llevándolo a internalizar sentimientos de culpa, vergüenza y miedo. La teoría, influenciada en gran parte por su brillante paciente Elizabeth Severn, destacaba la importancia de reconocer las experiencias reales de abuso, en lugar de reducirlas a fantasías inconscientes. Severn luego retomaría el trabajo de Ferenczi, pero fue ignorada e invisibilizada por los mismos motivos que se censuró a Ferenczi.

## Fallecimiento
Ferenczi presentó su teoría en su trabajo titulado Confusión de lenguas entre los adultos y el niño. El lenguaje de la ternura y el lenguaje de la pasión en la conferencia del Congreso Psicoanalítico Internacional de septiembre de 1932. Fue ampliamente rechazado por la mayoría de la comunidad psicoanalítica, incluido Freud, quien veía estas ideas como un desafío al núcleo de la teoría psicoanalítica. Ferenczi dio prioridad a las experiencias reales de abuso en lugar de las fantasías inconscientes que Freud consideraba centrales.
Ferenczi murió pocos meses después de la fallida conferencia, el 22 de mayo de 1933. Ernest Jones llegó a decir que durante los últimos años, Ferenzci había sufrido de delirios y otros síntomas psicóticos, en su manera de descalificar a Ferenczi y a sus desarrollos científicos, especialmente las propuestas técnicas. Sin embargo, los colegas que lo acompañaron hasta el final, entre los cuales se encontraba Michael Balint, desmintieron tales afirmaciones. Ferenczi falleció a consecuencia de una larga enfermedad, el síndrome neuroanémico característico de la enfermedad de Bermier, que le iba a producir una mielitis ascendente y, de esta manera, iba a dar fin a su vida.
Sus restos fueron sepultados dos días después de su fallecimiento en el cementerio judío Farkastret de Budapest. En su lápida puede leerse: «A pszichoanalizis magyar megalapitoja» («El fundador húngaro del psicoanálisis»).
El escritor húngaro Sándor Márai escribió una nota necrológica en 1933 a propósito de la muerte de Sándor Ferenczi.

## Publicaciones en español
- Teoría y técnica del psicoanálisis. Buenos Aires: Horme-Paidós. 2010. ISBN 978-950-618-011-9.
- Sexo y psicoanálisis. Buenos Aires: Horme-Paidós. 2010. ISBN 978-950-618-006-5.
- Problemas y métodos del psicoanálisis. Buenos Aires: Horme-Paidós. 2009. ISBN 978-950-618-014-0.
- Sin simpatía no hay curación. Diario clínico de 1932. Buenos Aires: Amorrortu Editores. 2008. ISBN 978-950-518-127-8.
- Correspondencia Sándor Ferenczi & Georg Groddeck. Jaén: Ediciones del Lunar. 2003. ISBN 978-84-95331-13-7.
- Sigmund Freud & Sándor Ferenczi: correspondencia completa 1908-1911. Madrid: Editorial Síntesis. 2001. ISBN 84-7738-840-7.
- Sigmund Freud & Sándor Ferenczi: correspondencia completa 1912-1914. Madrid: Editorial Síntesis. 2001. ISBN 84-7738-871-7.